# Hanleyella
Hanleyella Sirenko, 1973 è un genere di molluschi chitoni marini dell'ordine Lepidopleurida, l'unico appartenente alla famiglia Protochitonidae.

## Distribuzione
H. asiatica e H. oldroydi provengono dall'oceano Pacifico.

## Tassonomia
In questo genere sono riconosciute 3 specie:
- Hanleyella asiatica Sirenko, 1973
- Hanleyella japonica Saito, 1997
- Hanleyella oldroydi (Dall, 1919)